# 科佐
科佐（義大利語：Cozzo），是意大利帕维亚省的一个市镇。总面积17平方公里，人口382人，人口密度22.5人/平方公里（2009年）。国家统计（ISTAT）代码为018059。